# Scrobigera umbrosa
Scrobigera umbrosa är en fjärilsart som beskrevs av Clench 1953. Scrobigera umbrosa ingår i släktet Scrobigera och familjen nattflyn. Inga underarter finns listade.